# Karangpapak
Karangpapak is een bestuurslaag in het regentschap Sukabumi van de provincie West-Java, Indonesië. Karangpapak telt 6877 inwoners (volkstelling 2010).